# Ubiquity
Ubiquity és l'instal·lador gràfic per defecte dels sistemes operatius Ubuntu i Debian i dels seus derivats escrit en gran part en Python. Utilitza debian-installer (d-i) com a backend per moltes de les seves funcions. S'executa des de Live-CD o USB. En arrencar, el programa permet a l'usuari triar l'idioma, i està dissenyat per ser fàcil d'utilitzar. La primera distribució Linux en utilitzar-la va ser Ubuntu 6.06 LTS (Dapper Drake). Funciona en entorns GTK+ i KDE.
Ubiquity és un assistent d'instal·lació que permet a l'usuari instal·lar el sistema operatiu a través d'una sèrie de finestres que el guien mentre es realitza la instal·lació.
El sistema permet que l'usuari esculli si vol realitzar l'actualització del sistema operatiu durant la instal·lació, que farà que es descarreguin els últims paquets actualitzats dels repositoris. També permet que l'usuari esculli si vol instal·lar paquets de tercers, és a dir, paquets propietaris, com Adobe Flash i còdecs com MP3.
També inclou un assistent per poder treballar amb les particions abans de començar a instal·lar. Un cop fetes les particions, Ubiquity pot començar a copiar els fitxers del sistema mentre s'acaben de configurar diversos aspectes com el nom d'usuari, la contrasenya o la ubicació (mitjançant un mapa interactiu), fet que permet reduir el temps d'instal·lació.
A la part inferior de l'instal·lador apareix una barra que indica el progrés de la instal·lació. Un cop acabada tota la recollida de informació i configuració, una sèrie de diapositives mostren informació sobre la distribució mentre s'instal·la el sistema.
Fins a la versió 12.04 d'Ubuntu, Ubiquity oferia la possibilitat de migrar comptes d'usuari de Windows, correu electrònic, missatgeria instantània, marcadors de Mozilla Firefox i Internet Explorer, imatges, fotografies, fons de pantalla, documents i música.
Actualment està mantingut per l'equip d'instal·ladors d'Ubuntu.